# Gorgan, Alba
Gorgan este un sat în comuna Cenade din județul Alba, Transilvania, România.